# 里氏盘腹蛛
里氏盘腹蛛（学名：Cyclocosmia ricketti）为盤腹蛛科盘腹蛛属的动物，俗名「截腹蛛」，因腹部看起來像被截半形似印章，故稱作「印章蜘蛛」，屁股花紋很像銅錢或官印，稱為「金錢活門蛛」。在中国大陆，分布于福建、浙江等地，生活习性为穴居。天敵為「黃蜂」。